# 欧洲E50公路

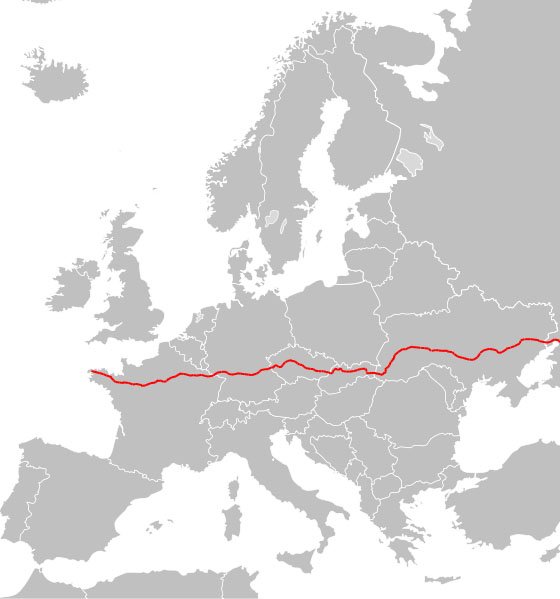
欧洲E50公路

歐洲E50公路（E50）是歐洲國際公路之一。歐洲E50公路的路線是由法國布雷斯特至俄羅斯達吉斯坦共和國馬哈奇卡拉。
一半路段段是在高速公路上，而另一半是在省道上。公路總長度6,000公里（3,700英里），為其中一條橫跨歐洲大陸的公路。

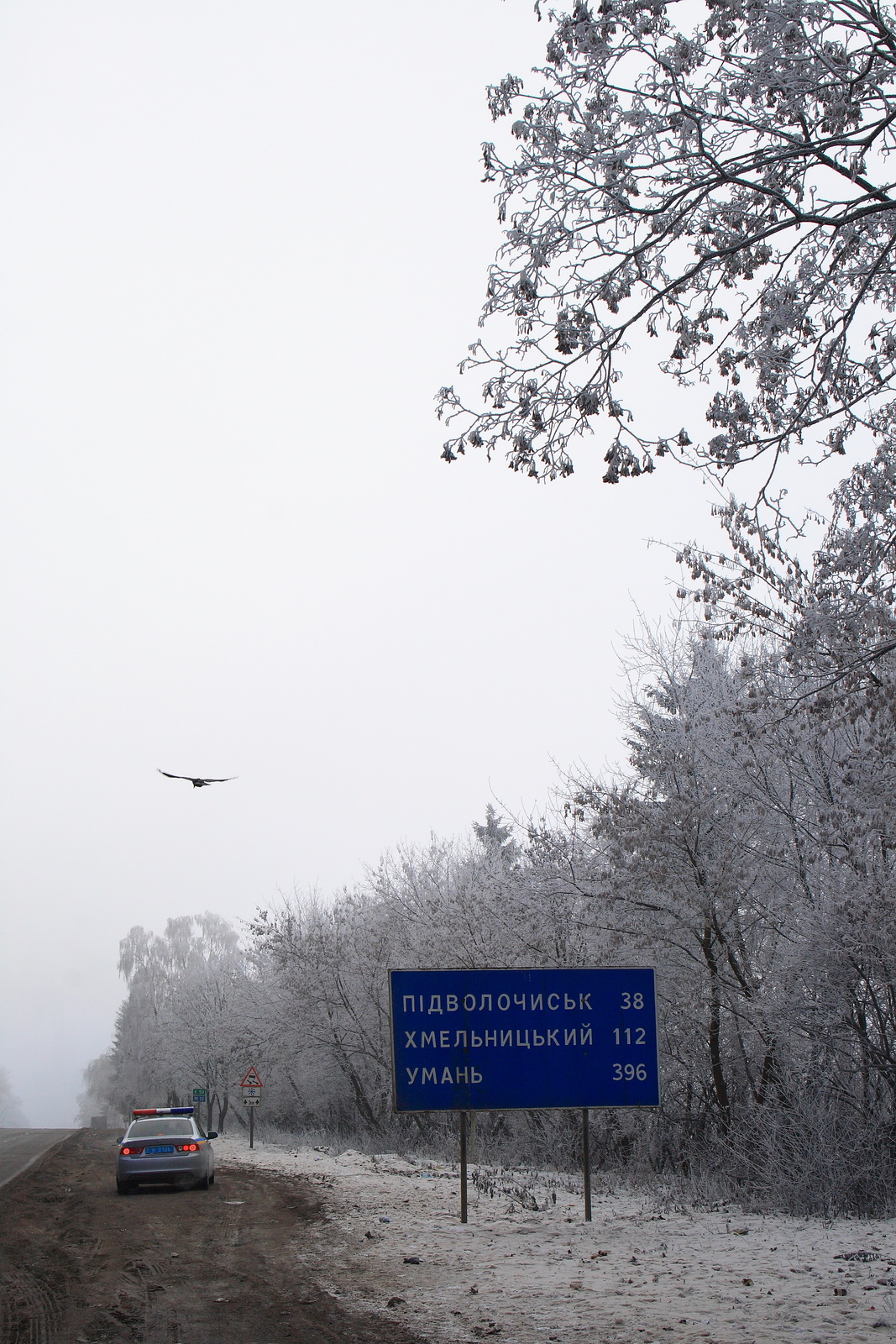
在烏克蘭捷爾諾波爾的歐洲E50公路東行方向往赫梅利尼茨基與烏曼。

## 路線
歐洲E50公路沿線穿過以下主要城市（由西至東）：
- 法國
  - D112：布雷斯特 - 古埃斯努
  - N12（法语：Route nationale 12 (France)）：古埃斯努 - 圣布里厄 - 特拉曼 - 雷恩
  - N136（法语：Route nationale 136）：雷恩
  - N157（法语：Route nationale 157）：雷恩 - 拉格拉韦尔
  - A81：拉格拉韦尔 - 拉瓦勒 - 勒芒
  - A11：勒芒 - 阿布利
  - A10：阿布利 - 马西
  - A6b（波兰语：AutostradAA6b (Francja)）：马西 - 巴黎
  - 环城大道：巴黎
  - A4：巴黎 - 蘭斯 - 香槟地区沙隆 - 梅斯 - 弗雷曼梅尔勒巴克
  - A320：弗雷曼梅尔勒巴克 - 福尔巴克

- 德國（全线为6）
  - 薩爾布魯根
  - 曼海姆
  - 海爾布隆
  - 福伊希特旺根
  - 紐倫堡
  - 魏德豪斯

- 捷克共和國
  - D5：罗兹瓦多夫（捷克語：Rozvadov） - 皮爾森 - 布拉格
  - D0：布拉格
  - D1：布拉格 - 洪波萊茨 - 伊赫拉瓦 - 布爾諾
  - I/50（捷克語：Silnice I/50）：布爾諾 - 斯塔里赫罗泽科夫（捷克語：Starý Hrozenkov）

- 斯洛伐克
  - 9：Drietoma - 特倫欽
  - D1：特倫欽 - 日利納
  - D3：日利納
  - 18：日利納 - 马丁
  - D1：马丁
  - 18：马丁 - 鲁容贝罗克
  - D1：鲁容贝罗克 - 普雷紹夫
  - 18-20：普雷紹夫
  - D1：普雷紹夫 - 科希策
  - R4：科希策
  - 19：科希策 - Vyšné Nemecké

- 烏克蘭
  - M08（烏克蘭語：Автошлях М 08）：乌日霍罗德口岸（烏克蘭語：Ужгород (пункт контролю)） - 烏日霍羅德
  - M06（烏克蘭語：Автошлях М 06）：烏日霍羅德 - 穆卡切沃 - 斯特雷
  - M12（烏克蘭語：Автошлях М 12）：斯特雷 - 捷爾諾波爾 - 赫梅利尼茨基 - 文尼察 - 烏曼 - 克羅皮夫尼茨基
  - M04（烏克蘭語：Автошлях М 04）：克羅皮夫尼茨基 - 亞歷山德里亞 - 第聂伯罗 - 頓涅茨克 - 傑巴利采韋
  - M03（烏克蘭語：Автошлях М 03）：傑巴利采韋 - Довжанський（烏克蘭語：Довжанський）

- 俄羅斯
  - A270（原M19）：新沙赫京斯克
  -  M4：新沙赫京斯克 - 頓河畔羅斯托夫 - 巴甫洛夫斯卡亚（俄语：Павловская (Краснодарский край)）
  -  R217：巴甫洛夫斯卡 - 阿爾馬維爾 - 礦水城 - 别斯兰 - 馬哈奇卡拉

## 相關公路
歐洲E50公路和以下公路交叉：
- 欧洲E60公路：布雷斯特–維也納
- 欧洲E5公路：格里諾克-阿爾赫西拉斯
- 欧洲E15公路：延文禮士-阿爾赫西拉斯
- 欧洲E45公路：卡雷蘇安多-傑拉
- 欧洲E75公路：塔納布魯-比雷埃夫斯